# 岩渕誠
岩渕 誠（いわぶち まこと、2000年4月20日 - ）は、ジャパンラグビーリーグワン東芝ブレイブルーパス東京に所属するラグビー選手。

## プロフィール
- ポジションはウィング(WTB)、センター(CTB)[1]。
- 身長 182 cm、体重 90 kg

## 略歴
2023年、防衛大学校卒業後、東芝ブレイブルーパス東京に加入。